# Episodi di Quantico (terza stagione)
La terza e ultima stagione della serie televisiva Quantico, composta da tredici episodi, è stata trasmessa negli Stati Uniti per la prima volta dall'emittente ABC dal 26 aprile al 3 agosto 2018. Tra i registi anche Russell Lee Fine.
In Italia la stagione è andata in onda in prima visione sul canale satellitare Fox dall'8 maggio al 7 agosto 2018.
| nº | Titolo originale    | Titolo italiano          | Prima TV USA   | Prima TV Italia |
| -- | ------------------- | ------------------------ | -------------- | --------------- |
| 1  | The Conscience Code | Il Codice Coscienza      | 26 aprile 2018 | 8 maggio 2018   |
| 2  | Fear and Flesh      | Polvere mortale          | 3 maggio 2018  | 8 maggio 2018   |
| 3  | Hell's Gate         | La porta dell'Inferno    | 10 maggio 2018 | 15 maggio 2018  |
| 4  | Spy Games           | Giochi da spia           | 25 maggio 2018 | 5 giugno 2018   |
| 5  | The Blood of Romeo  | Il sangue di Romeo       | 1º giugno 2018 | 12 giugno 2018  |
| 6  | The Heavens Fall    | Vince il fato            | 15 giugno 2018 | 19 giugno 2018  |
| 7  | Bullet Train        | Dritto al cuore          | 22 giugno 2018 | 26 giugno 2018  |
| 8  | Deep Cover          | Sotto massima copertura  | 29 giugno 2018 | 3 luglio 2018   |
| 9  | Fear Feargach       | Furia irlandese          | 6 luglio 2018  | 10 luglio 2018  |
| 10 | No Place Is Home    | Nessun posto è come casa | 13 luglio 2018 | 17 luglio 2018  |
| 11 | The Art of War      | L'arte della guerra      | 20 luglio 2018 | 24 luglio 2018  |
| 12 | Ghosts              | Fantasmi                 | 27 luglio 2018 | 31 luglio 2018  |
| 13 | Who Are You?        | Chi sei?                 | 3 agosto 2018  | 7 agosto 2018   |